# Plattbaggar
Plattbaggar (Cucujidae) är en familj i ordningen skalbaggar som förekommer över nästan hela världen.
Baggarna är 6 till 25 millimeter långa och har en ljusröd-, gul- eller svartaktig färg. Huvudet är nästan trekantigt och har stora mandibler (tuggverktyg). Antennerna har 11 segment.
Vuxna plattbaggar respektive larverna lever under trädens bark.
Familjen delas traditionellt i tre underfamiljer. I Europa förekommer 6 arter fördelade på två släkten.

## Arter

### SläkteCucujus
- Cinnoberbagge (Scopoli, 1763) - Cinnoberbagge
- Cucujus clavipes (Fabricius, 1791)
- Tallcinnoberbagge (Erichson, 1845) - Tallcinnoberbagge

### SläktePediacus
- Pediacus depressus (Herbst, 1797)
- Pediacus dermestoides (Fabricius, 1792)
- Pediacus fuscus (Erichson, 1845)
- Pediacus tabellatus (Wollaston, 1864)

### SläkteOryzaephilus
- Oryzaephilus mercator (Fauvel, 1889) - Jordnötsplattbagge
- Oryzaephilus surinamensis (Linnaeus, 1758) - Sågtandad plattbagge